# زهراء مروان
زهرة مروان هي فنانة وكاتبة أمريكية. تركز أعمالها بشكل رئيسي على حياتها المبكرة كعديمة جنسية في الكويت، وكُمهاجرة في ولاية نيومكسيكو. حازت على جوائز وزمالات دولية متعددة. وقد حظي كتابها الأول بإشادة نقدية واسعة.

## الحياة المبكرة
وُلدت زهراء في الكويت لعائلة شيعية عديمة الجنسية من العجم. في خمسينات القرن الماضي، فُقد اسم عائلتها في الترجمة أثناء تسجيل التعداد السكاني. والدتها تحمل الجنسية الكويتية. أما والدها، فرغم وجود أقارب له من الكويتيين، فقد وُلد عديم الجنسية. هاجرت زهرة إلى ولاية نيومكسيكو وهي طفلة، وأصبحت مواطنة أمريكية في سن السادسة عشرة. تخرّجت من مدرسة ريو رانشو الثانوية. حصلت على شهادة البكالوريوس في الآداب من جامعة نيومكسيكو في تخصص اللغات والآداب، مع تخصص فرعي في رقص الفلامنكو وتاريخه، إضافة إلى تخصص فرعي في الفلسفة. كما درست الفنون البصرية في فرنسا.

## المسيرة
صدر أول كتاب مصوّر لها بعنوان حين تملأ الفراشات السماء عن دار بلومزبري للنشر في مارس 2022، واختير ضمن قائمة أفضل عشرة كتب مصوّرة من قبل صحيفة نيويورك تايمز ومكتبة نيويورك العامة، كما ضمّته الإذاعة الوطنية العامة إلى قائمة أفضل كتب عام 2022. فازت أيضًا بجائزة "إزرا جاك كيتس" الشرفية للرسم، وجائزة "ديلِس إيفانز" التأسيسية من جمعية الرسامين.
كرّمها مكتب مفوضية الأمم المتحدة لحقوق الإنسان بجائزة تقديرًا لفنها الذي يسلّط الضوء على قضايا العديمي الجنسية، والمجموعات الأصلية، وحقوق الأقليات.

## الأعمال

### كمؤلفة ورسامة:
1. حين تملأ الفراشات السماء – 2022
2. دوار الشمس – 2024
3. رأس السنة لدى الصياد – 2025
4. سكينة والضيوف غير المدعوين – 2025
5. مطر البحر اللطيف والأرواح –

### كمصممة رسومات:
1. السمكة الذهبية، تأليف كاثرين آردِن – 2024
2. أختي شجرة التفاح، تأليف جمال سعيد وجوردن سكوت – 2025
3. حديقة سحور هنية، تأليف زيشان أختر –

## روابط خارجية
- موقعها الرسمي
- حسابها على الانستغرام

 الكويت